# پکتین

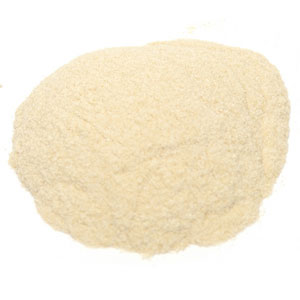
گرد پکتین پلیمری از دی-گالاکترونیک اسید

پکتین (به انگلیسی: Pectin) نوعی پلی‌ساکارید (هترو پلی‌ساکارید) یا فیبر می‌باشد، که به‌طور طبیعی در بسیاری از گیاهان و سبزیجات یافت می‌شود، و عامل پیوند بین سلول‌های گیاهی است یک پلیمر اشتقاقی قندی- اسیدی است که از ساختارهای ژلاتینی گیاهی موجود در میوه‌جات و سبزیجات به دست می‌آید. حداکثر پکتین موجود در میوه‌های نارس یافت می‌شود که پس از فرارسیدن مرحله رسیدن میزان و حتی کیفیت پکتین استحصال شده کاهش می‌یابند. اسید گالاکترونیک اصلی‌ترین بلوک سازنده شیمیایی پکتین موجود در میوه و سبزی می‌باشد که خود جزو گروه پلیمرهای اسید انهیدرو گالاکترونیک می‌باشد. اسیدهای موجود در پلیمر ممکن است به صورت اسیدهای متیل شده دربیایند یا به شکل اسیدهای آزاد مثل پروتوپکتین، اسید ژلاتینی، اسید پکتینی و پکتین در بیاید.

## اثرات سلامتی بخش
پکتین به عنوان فیبر طبیعی باعث افزایش دفع مواد زاید از روده و در نتیجه کاهش خطر ابتلا به بیماری‌های مرتبط با دستگاه گوارش شده و نیز به علت پیوند با چربی‌ها و دفع آن‌ها موجب کاهش بیماری‌های قلبی عروقی و نیز کمک به کاهش وزن می‌گردد.

## تولیدکنندگان
بزرگ‌ترین تولیدکنندگان پکتین بترتیب عبارتند از:
CPkelco آمریکا
Noosh Mazandaran بایگانی‌شده  در ۹ اوت ۲۰۲۰ توسط Wayback Machine ایران
Danisco-Dupont آمریکا
Cargill آمریکا
Herbstreith آلمان
Andre چین
Naturex
Silva ایتالیا

## مصارف

### صنایع دارویی
بعنوان قوام دهنده در داروها و نیز فیبر طبیعی مصرف می‌شود.

### صنایع غذایی
در صنعت از آن بعنوان یک تثبیت کننده (استابلایزر) در بسیاری از شیرینی‌ها و نوشیدنی‌ها و آبمیوه‌ها مورد استفاده قرار می‌گیرد و بعنوان قوام دهنده و نیز ژل دهنده در فراورده‌های غذایی مصرف می‌شود.
پکتین یکی از طبیعی‌ترین افزودنی غذایی بوده که خواص فیبری نیز دارد.

## انواع پکتین
به‌طور کلی به دو گروه:
1. پکتین HM یا پکتین با متوکسیل بالا (بیشتر از ۵۰٪) و
2. پکتین LM یا پکتین با متوکسیل پایین (کمتر از ۵۰٪) تقسیم‌بندی می‌شود

ولی بعلت تفاوتهای ساختاری می‌تواند بیش از ۵۰ نوع پکتین با ویژگی‌های کاملاً تخصصی تولید کرد.
برخی از انواع دیگر پکتین عبارتند از: LA- SS- RS- MRS- LC , ...

## جدول تغذیه ای Pectin
مقدار در هر ۱۰۰ گرم
کالری ۳۲۵
| % مقدار روزانه*      |     |
| چربی کل 0.3 g        | ۰٪  |
| چربی اشباع 0.1 g     | ۰٪  |
| چربی غیر اشباع 0.1 g |     |
| چربی‌های کمیاب 0 g    |     |
| کلسترول 0 mg         | ۰٪  |
| سدیم 200 mg          | ۸٪  |
| پتاسیم 7 mg          | ۰٪  |
| کربوهیدرات کل 90 g   | ۳۰٪ |
| فیبر رژیمی 9 g       | ۳۶٪ |
| پروتئین 0.3 g        | ۰٪  |

ویتامین A0%ویتامین C0%کلسیم۰٪آهن۱۵٪ویتامین B-60%کابالامین۰٪منیزیوم۰٪

## پیوندهای به خارج
سایت آفلمو
فرایند سازان آرین
پکتین مرکبات